# Lex Mulder (dammer)
Charles Alexander (Lex) Mulder (Ternate, 19 oktober 1933 – Melbourne, 30 november 2022) was een Nederlands geoloog en dammer.

## Biografie
Mulder werd geboren in Nederlands-Indië en kwam als tiener naar Nederland. Hij studeerde geologie aan de Universiteit Leiden en leerde via zelfstudie en clubavonden bij het Residentie Damgenootschap (RDG) dammen. In 1962 werd hij de eerste studentenkampioen dammen van Nederland.
Hij had al vier jaar geologisch werk verricht in de bergen van Cantabrië in Spanje en vertrok in 1965 voor drie jaar naar Suriname, voor werk bij de Geologische Mijnbouwkundige Dienst. Hij sloot zich daar aan bij de damvereniging van Na Arbeid Komt Sport (NAKS). In 1967 deed hij mee aan het Surinaams kampioenschap dammen en behaalde de eerste prijs, na een ongeslagen toernooi. Gewoonlijk zou hem dit een plaatsbewijs op het wereldkampioenschap dammen in Bolzano in Italië hebben opgeleverd. Omdat hij echter niet in Suriname geboren was, werd in zijn plaats Marius Pershad afgevaardigd. NAKS spande nog tevergeefs een rechtszaak aan om toch zijn clublid te kunnen uitzenden.
In 1969 vertrok hij met zijn gezin voor tien jaar naar Zambia. Vervolgens woonde hij weer twee jaar in Nederland en werkte toen zes maanden in Zaire. Tussendoor was hij in 1972 in Nederland en speelde in het landelijk kampioenschap sneldammen. Hier won hij de titel na een barrage tegen het 16-jarige opkomende talent Hans Jansen.
In 1982 vertrok hij met zijn vrouw en vier kinderen naar Australië. Daar waren geen damclubs maar hij bleef tot op hoge leeftijd online dammen. Op 25 oktober 2020 nam hij op 87-jarige leeftijd online deel aan een wedstrijd die in Nederland werd georganiseerd door de damvereniging De Hofstad Dammers. Tijdens het clubkampioenschap van 2020/2021 werd hij 5e; de eerste plaats ging naar Pertap Malahé, de Surinaamse kampioen van 1976.
Lex Mulder overleed op 30 november 2022 omringd door zijn familie. Hij is 89 jaar oud geworden.

## Palmares
Hij behaalde een podiumplaats tijdens het volgende kampioenschap:
| Jaar | plaats | kampioenschap                                |
| ---- | ------ | -------------------------------------------- |
| 1962 | Goud   | Nederlands studentenkampioenschap sneldammen |
| 1967 | Goud   | Surinaams kampioenschap                      |
| 1972 | Goud   | Nederlands kampioenschap sneldammen          |